# Собачья пещера
Соба́чья пеще́ра (дословный перевод с итал. Grotta del Cane) — маленькая пещера в восточной части Флегрейских полей рядом с Поццуоли, Неаполем. Внутри пещеры находится фумарола, которая выделяет углекислый газ вулканического происхождения. Это известный аттракцион для туристов Гран-тура. Углекислый газ CO2 тяжелее воздуха, поэтому он скапливается в глубоких частях пещеры. Местные гиды за плату могли придержать небольшое животное внутри, обычно собаку, до потери сознания. Человек обычно не страдает, так как дышит воздухом с более высокого уровня. Собака может быть приведена в чувство погружением в холодные воды ближайшего озера Аньяно. Известные туристы, которые посещали эту пещеру — Гёте, Александр Дюма, Марк Твен, Сеченов. Озеро позже было загрязнено и осушено в 1870. «Зрелище» потеряло популярность и пещера была закрыта. На сегодняшний день площадка восстанавливается волонтёрами.
Пещера часто описывалась в XIX веке в научных книгах как иллюстрация плотности и токсичности углекислого газа, и её репутация сделала её популярной научной демонстрацией того времени. Свечи на ступенчатой подставке могут быть затушены углекислым газом, демонстрируя принцип работы пещеры.
Пещера была недавно исследована итальянскими спелеологами, включая Розарио Варриале, который предположил, что пещера рукотворная и была создана в древности как парильня. Концентрация углекислого газа составила 9,9 %. По словам австралийского спелеолога Гарри К. Смита, концентрация углекислого газа в 5-10 % вызывает у человека очень тяжелое дыхание, усталость до изнеможения, головную боль. Длительное воздействие 5 % углекислого газа может вызвать необратимое влияние на здоровье, а длительное воздействие более 6 % — потерю сознания и смерть.
- Собачья пещера рядом с Поццуоли, Италия. Гид показывает задохнувшуюся собаку мужчине и женщине — туристам
- Устройство Собачьей пещеры в зарисовке Альфреда Тейлора, 1832